# Tetragnatha notophilla
Tetragnatha notophilla là một loài nhện trong họ Tetragnathidae.
Loài này thuộc chi Tetragnatha. Tetragnatha notophilla được miêu tả năm 1889 bởi Boeris.